# Ferrari SF-24
O Ferrari SF-24 é um carro de corrida de Fórmula 1 projetado e construído pela Scuderia Ferrari para o Campeonato Mundial de Fórmula 1 de 2024. Atualmente, é pilotado por Carlos Sainz Jr. e Charles Leclerc, com o piloto reserva Oliver Bearman substituindo Sainz no Grande Prêmio da Arábia Saudita, devido à necessidade de cirurgia de emergência para tratar uma apendicite de Sainz.
O SF-24 conquistou cinco vitórias: Leclerc venceu os Grande Prêmio de Mônaco e da Itália; Sainz venceu o Grande Prêmio da Cidade do México. Além disso, o carro protagonizou dois finais 1-2: um com o retorno de Sainz no Grande Prêmio da Austrália e outro com Leclerc no Grande Prêmio dos Estados Unidos.
O SF-24 fez sua estreia competitiva no Grande Prêmio do Bahrein, onde Carlos Sainz Jr. garantiu o primeiro pódio da equipe na temporada, terminando em terceiro. Charles Leclerc, que se classificou em segundo, terminou a corrida em quarto depois de sofrer um problema de freio durante a corrida. Para o Grande Prêmio da Arábia Saudita, Sainz foi retirado pelo resto do fim de semana depois de adoecer , substituindo-o estava o piloto reserva da Ferrari, Oliver Bearman, que se classificou em décimo primeiro e terminou em sétimo. Leclerc, por sua vez, se classificou em segundo e terminou em terceiro depois que Sergio Pérez o ultrapassou no início da corrida.